# Chuu-Lian Terng
Chuu-Lian Terng (chinois : 滕楚蓮) est une mathématicienne taïwanaise. 

## Formation et carrière
Elle a reçu son B. Sc. de l'Université nationale de Taïwan en 1971 et son doctorat de l'Université Brandeis en 1976, sous la supervision de Richard Palais, qu'elle épousera par la suite. Elle est actuellement professeure à l'université de Californie à Irvine.
Elle a été professeure à l'université du Nord-Est durant de nombreuses années. Avant de rejoindre l'université du Nord-Est, elle a passé deux ans à l'université de Californie à Berkeley et quatre ans à l'université de Princeton. Elle a également passé deux ans à l'Institute for Advanced Study (IAS) de Princeton et deux ans à l'Institut Max-Planck de Bonn, en Allemagne.

## Travaux
Ses premières recherches portent sur la classification des fibrés vectoriels naturels et des opérateurs différentiels naturels entre eux. Puis, elle s'est intéressée à la géométrie des sous-variétés (en). Ses principales contributions sont l'élaboration d'une théorie de la structure pour les sous-variétés isoparamétriques (en) dans Rn et la construction des équations de soliton pour des sous-variétés spéciales. Récemment, Terng et Karen Uhlenbeck, de l'Université du Texas à Austin, ont développé une approche générale pour les équations aux dérivées partielles intégrables qui explique leur symétries cachées en termes d'actions du groupe fondamental. 

## Publications
- rédactrice en chef Integrable systems, geometry and topology, AMS 2006,volume 4 de la recension du Journal of Differential Geometry
- avec Karen Uhlenbeck: Geometry of solitons, Notices AMS, 2000, Nr.1
- (en) Richard Palais et Chuu-lian Terng, Critical Point Theory and Submanifold Geometry, Springer, 1988 (lire en ligne)

## Prix et distinctions
Elle est titulaire d'une Sloan Bourse en 1980. Elle reçoit le prix de recherche Humboldt en 1997 et elle est titulaire de la Conférence Falconer en 1999.
Elle est Fellow de l'American Mathematical Society en 2012 et membre de l'Association for Women in Mathematics, en 2017 (classe inaugurale).
En 2006 elle est conférencière invitée au congrès international des mathématiciens à Madrid, avec une conférence intitulée « Applications of loop group factorization to geometric soliton equations ».
Chuu-Lian Terng a servi en tant que présidente de l'Association for Women in Mathematics (AWM) de 1995 à 1997 et en tant que membre du conseil de l'American Mathematical Society (AMS), de 1989 à 1992. Elle est actuellement membre du Conseil Consultatif du Centre national pour les sciences théoriques à Taïwan, du comité de pilotage de l'IAS/Park City Summer Institute et du comité de rédaction des Transactions of the American Mathematical Society.